# Звуковой коллаж
В музыке монтаж (буквально «соединение воедино») или звуковой коллаж («склеивание») — это техника, при которой новые фирменные звуковые объекты или композиции, включая песни, создаются из коллажа, также известного как монтаж. Часто это делается с помощью семплирования, в то время как некоторые воспроизводимые звуковые коллажи были созданы путём склеивания секторов разных виниловых пластинок. В любом случае, это может быть достигнуто за счёт использования предыдущих звукозаписей или музыкальных партитур. Как и его визуальный родственник, коллажная работа может иметь совершенно иной эффект, чем у составных частей, даже если исходные части полностью узнаваемы или взяты только из одного источника.

## История
Происхождение звукового коллажа можно проследить до произведений Бибера «Баталия» (1673 г.) и «Дон Жуан» Моцарта (1789 г.), и некоторые критики описали некоторые отрывки из симфоний Малера как коллаж, но первые полностью разработанные коллажи встречаются в нескольких произведениях Чарльза Айвза, чья пьеса «Central Park in the Dark», написанная в 1906 году, создаёт ощущение прогулки по городу, накладывая друг на друга несколько отдельных мелодий и цитат. Таким образом, использование коллажа в музыке фактически предшествовало его использованию в живописи такими художниками, как Пикассо и Брак, которым обычно приписывают создание первых картин-коллажей примерно в 1912 году.
Более ранние традиционные формы и процедуры, такие как кводлибет, попурри, центонизация, отличаются от коллажей тем, что различные элементы в них идеально сочетаются друг с другом, тогда как в коллаже столкновения тональности, тембра, текстуры, метра, темпа или другие несоответствия важны для сохранения индивидуальности. из составных элементов и для создания впечатления разнородной сборки. Однако что делало их технику настоящим коллажем, так это сопоставление цитат и несвязанных мелодий., либо накладывая их слоями, либо перемещаясь между ними в быстрой последовательности, как при монтаже фильма.